# Operatie Cyclone

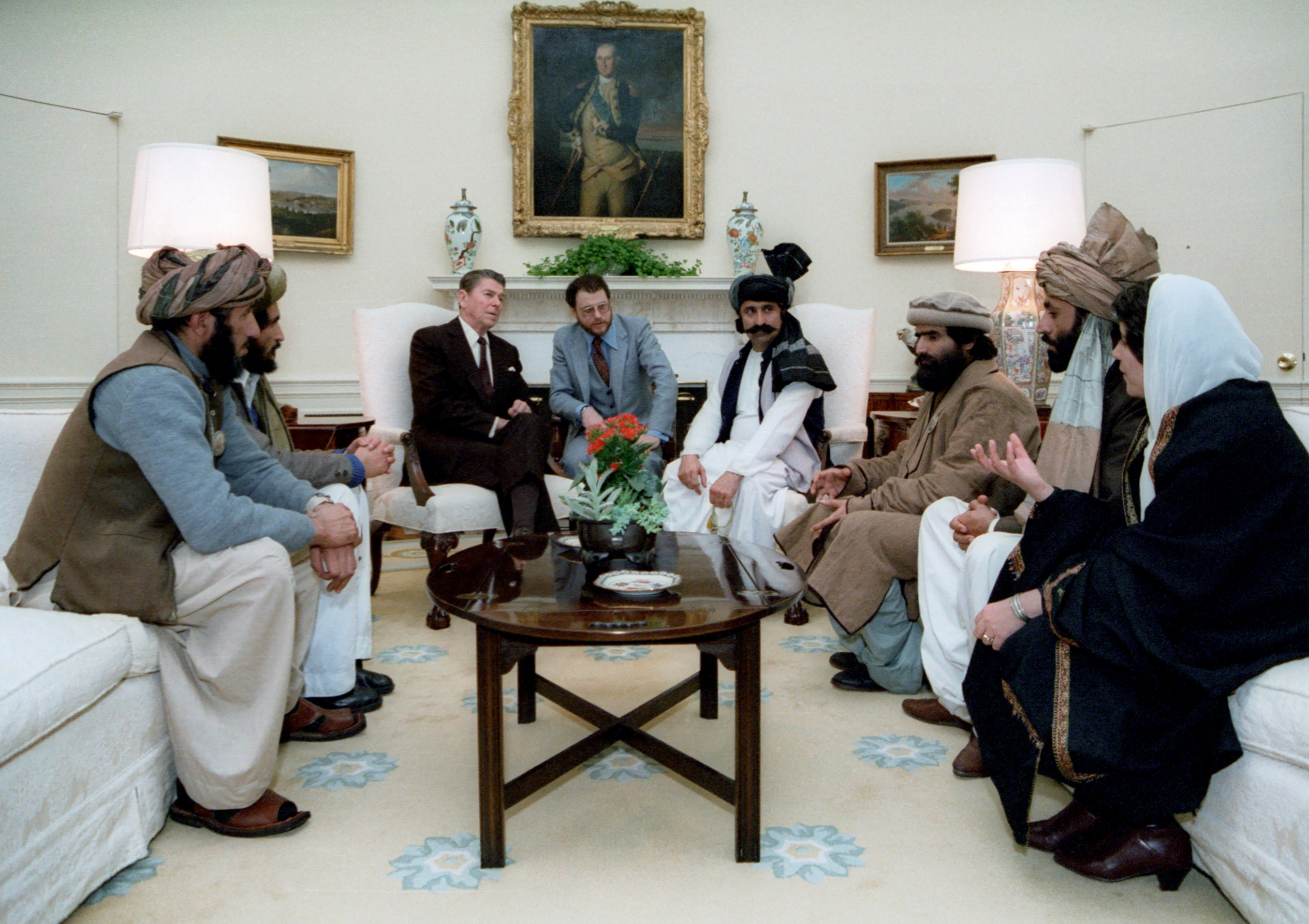
President Ronald Reagan ontvangt de moedjahedien in het Witte Huis te Washington DC

Operatie Cyclone was de codenaam voor een geheim programma van de Central Intelligence Agency (CIA), de geheime dienst van de Verenigde Staten. Het doel was om de moedjahedien in Afghanistan te bewapenen en te financieren in hun strijd tegen de Sovjet-georiënteerde regering van de Democratische Republiek Afghanistan. Het programma was operationeel van 1979 tot 1992, zowel voor als tijdens de militaire interventie van de USSR in Afghanistan.
Het Amerikaanse programma gaf met name steun aan militante islamitische groepen, waaronder groepen met jihadistische banden, en minder aan de meer gematigde Afghaanse groepen die zich ook verzetten tegen de regering van de Democratische Republiek Afghanistan. De militantere groepen hadden de voorkeur van de regering van president Muhammad Zia-ul-Haq in buurland Pakistan, die een cruciale rol speelde in de distributie van Amerikaanse wapens naar de Afghaanse moedjahedien.
Operatie Cyclone was een van de langste en duurste geheime CIA-operaties ooit. Het programma begon onder president Carter, en werd voortgezet door zijn opvolgers Reagan en George H.W. Bush. Het Amerikaanse congreslid Charlie Wilson speelde een belangrijke rol bij het realiseren van politieke steun voor Operatie Cyclone.
De financiering begon officieel met $695.000 medio 1979, werd verhoogd tot $20-30 miljoen per jaar in 1980 en steeg tot $630 miljoen per jaar in 1987. De eerste door de CIA geleverde wapens waren antieke Britse Lee-Enfield geweren die in december 1979 werden verscheept. In 1986 omvatte het programma ook geavanceerde wapens van Amerikaanse makelij, zoals FIM-92 Stinger grond-lucht raketten, waarvan er uiteindelijk zo'n 2300 naar Afghanistan werden verscheept. De financiering werd voortgezet (zij het verminderd) na de terugtrekking van de Sovjet-Unie uit Afghanistan in 1989, toen de moedjahedien tijdens de Afghaanse Burgeroorlog (1989-1992) bleven vechten tegen de strijdkrachten van president Mohammed Nadjiboellah. Het Amerikaanse Huis van Afgevaardigden keurde voor het fiscale jaar 1992 $200 miljoen aan steun goed. Daarna is het programme niet meer voortgezet.
De moedjahedien ontvingen ook militaire en financiële steun van onder andere de Saoedi-Arabië, Pakistan, en het Verenigd Koninkrijk. Saoedi-Arabië verdubbelde volgens afspraak het geld dat de CIA jaarlijks naar de moedjahedien stuurde. Afghaanse stammen kregen ook wapens geleverd die de Verenigde Staten tijdens de Golfoorlog op Irak hadden buitgemaakt.
Het programma werd later bekritiseerd omdat een disproportioneel deel van de financiering op aandringen van de Pakistaanse regering terecht zou zijn gekomen bij de omstreden Gulbuddin Hekmatyar. Ook is gesuggereerd dat de Verenigde Staten via de moedjahedien uiteindelijk indirect de Taliban hebben gesteund.